# Lino Ziller
Lino Ziller (* 27. September 1908 in Revò; † 17. April 1975 in Bozen) war ein italienischer Partisan und Politiker.
Der aus dem Nonstal stammende Ziller wohnte ab 1922 in Bozen. Beruflich war der Vater von acht Kindern bei einem Versicherungsunternehmen tätig. Gegen Ende des Zweiten Weltkriegs schloss er sich der Resistenza an. Als lokaler Präsident des Comitato di Liberazione Nazionale leitete er in der unmittelbaren Nachkriegszeit die Tageszeitung Alto Adige. 1948 wurde er zum Bozner Bürgermeister gewählt. Diese Funktion hatte er bis 1958 inne. Von 1960 bis 1964 war Ziller, der auch sehr gut Deutsch sprach, für die Democrazia Cristiana Abgeordneter im Regionalrat Trentino-Südtirol und damit gleichzeitig im Südtiroler Landtag. In dieser Zeit war er als Landesrat für Finanzen und Vermögensverwaltung im Kabinett Magnago I Mitglied der Südtiroler Landesregierung.
Seit 2013 trägt ein Platz in Bozen Lino Zillers Namen.